# Edina Knapek
Edina Monika Knapek (ur. 5 października 1977 w Budapeszcie) – węgierska florecistka, dwukrotna medalistka mistrzostw świata i wielokrotna medalistka mistrzostw Europy.
Podczas mistrzostw świata w Lizbonie w 2002 roku wywalczyła brązowy medal w turnieju indywidualnym, przegrywając tylko z Rosjankami: Swietłaną Bojko i Jekatieriną Juszewą. Wynik ten powtórzyła na rozgrywanych trzy lata później mistrzostwach świata w Lipsku, tym razem plasując się za Włoszką Valentiną Vezzali i Niemką Anją Schache. Była też między innymi czwarta drużynowo na mistrzostwach świata w Lizbonie w 2002 roku, mistrzostwach świata w Nowym Jorku w 2004 roku, mistrzostwach świata w Lipsku w 2005 roku i mistrzostwach świata w Petersburgu w 2007 roku.
Wystartowała na igrzyskach olimpijskich w Sydney w 2000 roku, gdzie była szósta drużynowo, a indywidualnie zajęła 23. miejsce. Na rozgrywanych osiem lat później igrzyskach olimpijskich w Pekinie była czwarta drużynowo i piąta indywidualnie. Brała też udział w igrzyskach olimpijskich w Rio de Janeiro w 2016 roku, gdzie w turnieju indywidualnym była szesnasta.
Zdobyła brąz w zawodach drużynowych na mistrzostwach Europy w Bolzano w 1999 roku. W konkurencji tej zdobywała następnie złoto na mistrzostwach Europy w Gandawie w 2007 roku, srebro na mistrzostwach Europy w Koblencji w 2001 roku, mistrzostwach Europy w Moskwie w 2002 roku i mistrzostwach Europy w Kijowie w 2008 roku oraz brąz na mistrzostwach Europy w Zagrzebiu w 2013 roku. Wywalczyła również brązowe medale w turniejach indywidualnych na mistrzostwach Europy w Koblencji w 2001 roku i mistrzostwach Europy w Sheffield w 2011 roku.